# Cloniophorus overlaeti
Cloniophorus overlaeti là một loài bọ cánh cứng trong họ Cerambycidae.